# Associazione Calcio Stabia 1938-1939
Questa voce raccoglie le informazioni riguardanti l'Associazione Calcio Stabia nelle competizioni ufficiali della stagione 1938-1939.

## Rosa
| N. |                   | Ruolo | Calciatore         |
| -- | ----------------- | ----- | ------------------ |
|    | Italia (bandiera) |       | Sandro Andreini    |
|    | Italia (bandiera) | D     | Emilio Di Maio     |
|    | Italia (bandiera) |       | Matteo Esposito    |
|    | Italia (bandiera) |       | Renato Fiorelli    |
|    | Italia (bandiera) |       | Luigi Firpo        |
|    | Italia (bandiera) | C     | Alfonso Jannicelli |
|    | Italia (bandiera) | P     | Odastro Masi       |
|    | Italia (bandiera) |       | Gino Matteoni      |
|    | Italia (bandiera) |       | Renato Melatti     |

| N. |                   | Ruolo | Calciatore        |
| -- | ----------------- | ----- | ----------------- |
|    | Italia (bandiera) | D     | Gigino Michetti   |
|    | Italia (bandiera) |       | Carmine Milite    |
|    | Italia (bandiera) |       | Nando Paicci      |
|    | Italia (bandiera) |       | Danilo Petretti   |
|    | Italia (bandiera) | A     | Vincenzo Rendina  |
|    | Italia (bandiera) | D     | Salvatore Russo   |
|    | Italia (bandiera) | D     | Orazio Sola       |
|    | Italia (bandiera) | D     | Salvatore Starace |
|    | Italia (bandiera) |       | Natale Surra      |

## Risultati

### Serie C

#### Girone G

##### Girone di andata
| Napoli 25 settembre 1938 2ª giornata | Bagnolese | 2 – 1 | Stabia |  |

| Arbitro: | Naibo |

|  |           |               |
|  | Marcatori | 73’ Salvatore |

| Castellammare di Stabia 9 ottobre 1938 4ª giornata | Stabia | 1 – 0 | Foggia |  |

| Castellammare di Stabia 16 ottobre 1938 5ª giornata | Stabia | 5 – 0 | Pescara |  |

| Rieti 30 ottobre 1938 6ª giornata | Supertessile Rieti | 0 – 0 | Stabia |  |

| Arbitro: | Ronzio |

|                                        |           |               |
| Matteoni 29’ Andreini 51’ Fiorelli 80’ | Marcatori | 55’ Barissone |

| Cagliari 13 novembre 1938 8ª giornata | San Giorgio Fois | 0 – 0 | Stabia |  |

| Arbitro: | D'Agostino |

|  |           |              |
|  | Marcatori | 57’ Andreini |

| Arbitro: | Signorile |

|             |           |              |
| Ciccone 25’ | Marcatori | 35’ Veronesi |

| Roma 18 dicembre 1938 11ª giornata | MATER    | 0 – 0 referto | Stabia | \| Arbitro: \| Nicolini \| |
| Arbitro:                           | Nicolini |               |        |                            |

##### Girone di ritorno
| Arbitro: | Rizzo |

|              |           |  |
| Fiorelli 54’ | Marcatori |  |

| Arbitro: | Brancini |

|            |           |  |
| Fasoli 84’ | Marcatori |  |

| Arbitro: | Albanese |

|                |           |  |
| Zappaterra 21’ | Marcatori |  |

| Arbitro: | Prandi |

|                        |           |                   |
| Guarnieri 6’, 47’, 80’ | Marcatori | 85’ (rig.) Paicci |

| Castellammare di Stabia 19 febbraio 1939 17ª giornata | Stabia    | 0 – 0 referto | Supertessile Rieti | \| Arbitro: \| Signorile \| |
| Arbitro:                                              | Signorile |               |                    |                             |

| Arbitro: | Seneti |

|                                                |           |                          |
| Schillani 12’ Stradiot 35’ Bernetti 58’ (rig.) | Marcatori | 32’ Ciccone 39’ Andreini |

| Arbitro: | Fioritto |

|                         |           |  |
| Andreini 15’ Paicci 49’ | Marcatori |  |

| Castellammare di Stabia 12 marzo 1939 20ª giornata | Stabia | 1 – 0 | Manfredonia |  |

| Arbitro: | Leoni |

|                               |           |  |
| Villotti 23’, 63’ Palazzi 85’ | Marcatori |  |

| Arbitro: | Sino |

|  |           |                          |
|  | Marcatori | 5’, 72’ Preti 21’ Brossi |

### Coppa Italia
| Cerignola 4 settembre 1938 Turno preliminare | Cerignola | 0 – 2 A tav. per forfait | Stabia |  |

| Arbitro: | Fois |

|                                       |           |  |
| Andreini 10’ Melatti 39’ Fiorelli 50’ | Marcatori |  |

| Arbitro: | Scotti |

|              |           |               |
| Andreini 65’ | Marcatori | 40’ Trombetta |

| Arbitro: | Pizziolo |

|                           |           |                                                |
| Brossi 20’, 42’, 50’, 69’ | Marcatori | 31’, 116’ Surra 38’, 39’ Esposito 76’ Andreini |

| Arbitro: | Malingher |

|  |           |              |
|  | Marcatori | 60’ Veronesi |